# Joseph Patrat
Joseph Patrat (ou Patras) est un acteur et dramaturge français né à Arles le 7 mai 1733 et mort à Paris le 4 juin 1801.

## Biographie
Fils d'un machiniste de théâtre, il commence sa carrière à Berlin en 1755 puis joue dans les Pays-Bas autrichiens de 1756 à 1763, notamment à Bruxelles dans la troupe du Théâtre de la Monnaie. Il joue ensuite à Marseille et Genève, où il commence à composer des pièces de théâtre.
Auteur d'une quarantaine de pièces, Patrat fera également partie de la troupe de Mademoiselle Montansier avant de s'établir à Paris et d'écrire la plupart de ses œuvres pour la Comédie-Française, le Théâtre des Variétés-Amusantes, le Théâtre Montansier, le Théâtre de l'Ambigu-Comique, et surtout la Comédie-Italienne, le Théâtre du Palais-Royal, le Théâtre Feydeau et celui de l'Odéon.

## Pièces
- 1762 : Ésope à Cythère
- 1772 : La Contretemps
- 1778 : La Fête du cœur
- 1780 : L'Heureuse Union et Le Répertoire
- 1781 : Les Deux Morts ou la Ruse de carnaval, Le Fou raisonnable ou l'Anglais et Le Mariage de Toinette ou la Fête bretonne
- 1782 : Il ne faut pas dire fontaine, je ne boirai pas de ton eau et L'Heureuse Supercherie
- 1783 : L'Heureuse Erreur, La Pension genevoise ou l'Éducation, La Kermesse ou la Foire flamande et La Résolution inutile ou les Déguisements amoureux
- 1784 : Le Conciliateur à la mode ou les Étrennes au public
- 1786 : Les Méprises par ressemblance
- 1787 : Toinette et Louis et Isabelle et Rosalvo
- 1789 : L' Amour, la raison et les Volontaires orléanais, L'Heureuse Ressource et Les Deux Frères
- 1790 : La Fausse Nièce et Le Sourd et l'Aveugle
- 1791 : Adélaïde et Mirval ou la Vengeance paternelle[1], musique de Trial fils, comédie en trois actes et en vers mêlée d’ariettes, créée 6 juin 1791 au Théâtre-Italien (salle Favart), La Menteuse par point d'honneur et Le Débat des muses
- 1792 : Les Deux grenadiers ou les Quiproquos et L'Officier de fortune ou les Deux Militaires
- 1793 : L'Heureux Quiproquo ou le Présent et Le Valet mal servi
- 1795 : Toberne ou le Pêcheur suédois
- 1796 : L'Orpheline
- 1797 : Mirza ou le Préjugé de l'amitié, L'Espiègle, La Petite Ruse et Le Complot inutile
- 1798 : Les Amants protées ou Qui compte sans son hôte compte deux fois et La Vengeance
- 1799 : François et Rouffignac